# بروك موريسون
بروك موريسون (بالإنجليزية: Brooke Morrison) هي لاعب هوكي الحقل أسترالية، ولدت في 3 يناير 1979.

## وصلات خارجية
- بروك موريسون على موقع اتحاد ألعاب الكومنولث (مؤرشف) (الإنجليزية)